# Festival de Pâques d'Aix-en-Provence

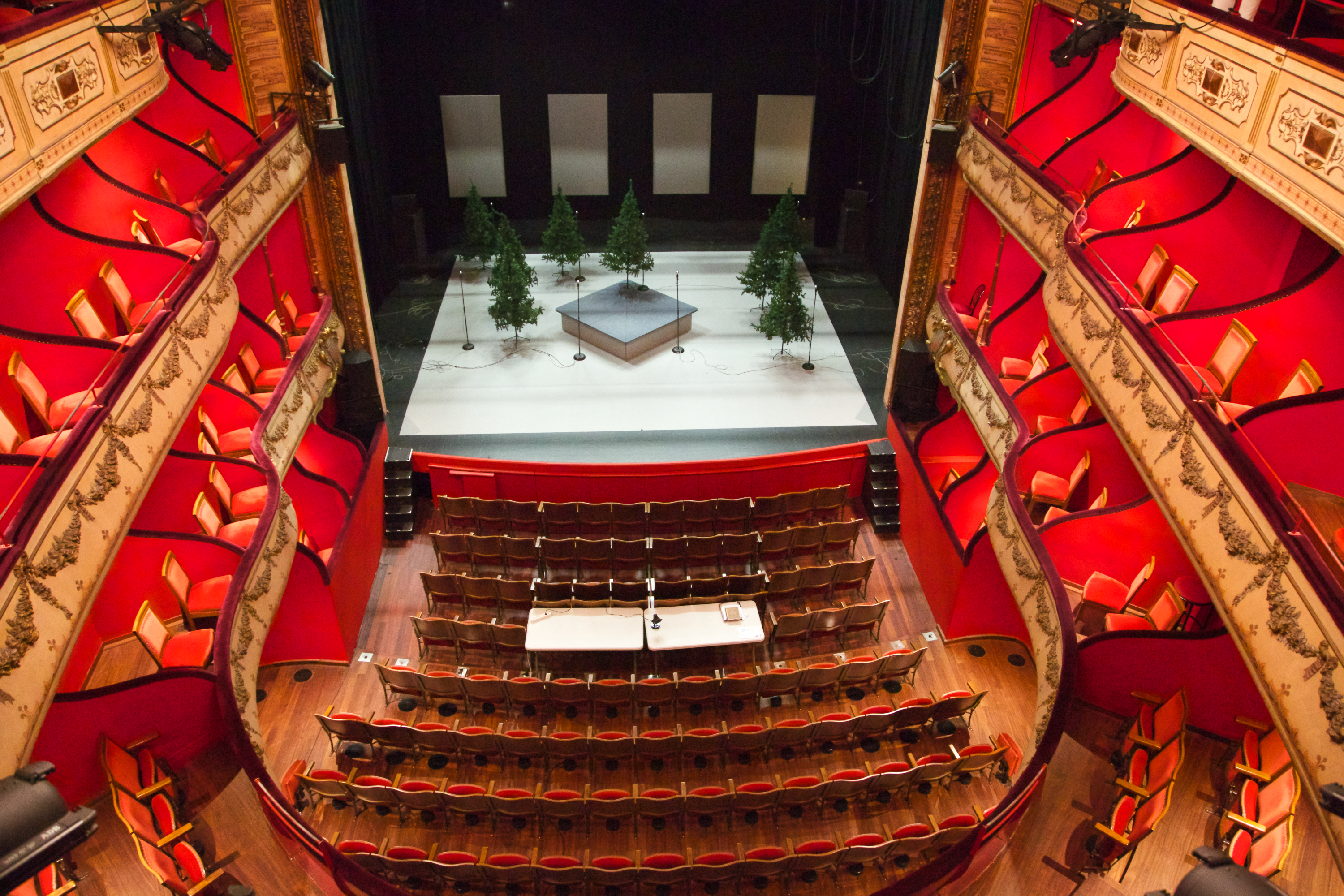
Théâtre Jeu de Paumes à Aix-en-Provence, 2014.

Le Festival de Pâques d'Aix-en-Provence est un festival de musique classique. Il accueille des orchestres symphoniques internationaux et des solistes de renom, près de 900 artistes chaque année. Depuis sa création et sans apport d'argent public, il est devenu une référence internationale en matière de musique classique.

## Historique
Le Festival de Pâques d'Aix-en-Provence a été créé en 2013 par le violoniste Renaud Capuçon, le directeur du Grand Théâtre de Provence (Les Théâtres), Dominique Bluzet, et le président du groupe Crédit Mutuel-CIC, Michel Lucas.

## Direction
Renaud Capuçon, directeur artistique et Dominique Bluzet, directeur exécutif, dirigent la manifestation depuis ses débuts, avec le soutien financier du Crédit industriel et commercial, partenaire fondateur. En 2017, le CIC et son directeur général Daniel Baal, ont renouvelé pour 5 ans leur soutien à la manifestation aixoise. 

## Programmation
Le Festival présente, chaque année durant deux semaines autour de Pâques, une vingtaine de concerts avec les plus grands artistes et les plus grands orchestres : Martha Argerich, Khatia Buniatishvili, Gustavo Dudamel, John Eliot Gardiner, Wiener Staatsoper, Jakub Jozef Orlinski Mahler Chamber Orchestra... Il accueille environ 25.000 spectateurs par an et participe au rayonnement d'Aix-en-Provence à travers le monde. Certains concerts sont retransmis en direct sur Radio Classique et Arte Concert.